# Райсборо (Джорджія)
Райсборо (англ. Riceboro) — місто (англ. city) в США, в окрузі Ліберті штату Джорджія. Населення — 615 осіб (2020).

## Географія
Райсборо розташоване за координатами 31°43′28″ пн. ш. 81°26′32″ зх. д. / 31.72444° пн. ш. 81.44222° зх. д. (31.724415, -81.442338).  За даними Бюро перепису населення США в 2010 році місто мало площу 29,44 км², з яких 28,56 км² — суходіл та 0,88 км² — водойми.

## Демографія
Згідно з переписом 2010 року, у місті мешкало 809 осіб у 310 домогосподарствах у складі 219 родин. Густота населення становила 27 осіб/км².  Було 369 помешкань (13/км²).
Расовий склад населення:
| - 91,7 % — чорних або афроамериканців - 6,1 % — білих - 0,1 % — вихідців з тихоокеанських островів - 0,1 % — азіатів |

До двох чи більше рас належало 1,9 %. Частка іспаномовних становила 1,6 % від усіх жителів.
За віковим діапазоном населення розподілялося таким чином: 21,4 % — особи молодші 18 років, 61,0 % — особи у віці 18—64 років, 17,6 % — особи у віці 65 років та старші. Медіана віку мешканця становила 44,2 року. На 100 осіб жіночої статі у місті припадало 87,3 чоловіків;  на 100 жінок у віці від 18 років та старших — 85,4 чоловіків також старших 18 років.
Середній дохід на одне домашнє господарство  становив 53 821 долар США (медіана — 31 458), а середній дохід на одну сім'ю — 68 227 доларів (медіана — 45 446). Медіана доходів становила 44 063 долари для чоловіків та 28 750 доларів для жінок. За межею бідності перебувало 16,1 % осіб, у тому числі 23,3 % дітей у віці до 18 років та 22,6 % осіб у віці 65 років та старших.
Цивільне працевлаштоване населення становило 272 особи. Основні галузі зайнятості: освіта, охорона здоров'я та соціальна допомога — 37,1 %, виробництво — 15,8 %, транспорт — 9,6 %, роздрібна торгівля — 8,1 %.